# Oidaematophorus mathewianus
Oidaematophorus mathewianus ist ein Nachtfalter aus der Familie der Pterophoridae. Er ist im Süden Kanadas und im Westen der USA zu finden. Die Vorderflügel sind sehr blass bräunlich grau und haben die gleiche Farbe wie die Hinterflügel.
Die Spannweite beträgt etwa 24 Millimeter. Der Kopf ist bräunlich grau und die Fühler sind staubgrau. Thorax und Bauch sind grau.
Die Larven ernähren sich hauptsächlich von der New York-Scheinaster. Junge Larven sind größtenteils weiß und teilweise leicht Grün. Spätere Stadien sind blassblau bis matt lachsfarben. Die Puppe variiert in Farbe und Zeichnung. In der Frühjahrsbrut ist sie gewöhnlich mattgrün mit undeutlichen seitlichen gelben Streifen. Bei der Herbstbrut ist der Rücken blassgelb, mit zwei feinen, undeutlichen, mitteldorsalen Linien von lila Farbe. Die Puppe ist ziemlich aktiv und reizbar und schlägt in alle Richtungen um sich, wenn sie gestört wird.